# Golac (Molat)
Koordinati:   44°11′19″N, 14°50′44″E
Golac je majhen nenaseljen otoček v Jadranskem morju. Pripada Hrvaški.
Golac leži med otočkom Bršćak in Molatom, od katerega ga ločuje okoli 1,2 km širok preliv Prolaz Maknare. Površina otočka, na katerem stoji svetilnik, je 0,064 km². Dolžina obalnega pasu meri 1,04 km. Najvišji vrh je visok 33 mnm.
Svetilnik bliska v naslednjem ritmu: bela ritmična luč (pri čemer je interval svetlobe krajši od intervala teme) s ponavljanjem  bliskov vsake tri sekunde. Nazivni domet svetlobnega snopa je 6 milj. Na pomorskih kartah je svetilnik označen : B Bl 3s 6 M.